# Cota bispina
Cota bispina är en insektsart som först beskrevs av Henri Saussure 1861.  Cota bispina ingår i släktet Cota och familjen torngräshoppor. Inga underarter finns listade i Catalogue of Life.